# Hesa
Hesa was een bedrijf dat motorfietsen produceerde op basis van bestaande modellen.
De bedrijfsnaam was: Hesa Motorsport, Meinerzhagen. 
Duits bedrijf, eigendom van Karsten Henkel, dat in de tweede helft van de jaren negentig specials bouwde op basis van Japanse motoren. 